# العقيلة (قرية)
قرية العقيلة هي إحدى قرى محافظة مهد الذهب التابعة لمنطقة المدينة المنورة ويبلغ عدد سكانها 950 نسمة وهم من ذوي هديب من العقصان من فخذ العضيلات من قبيلة مطير.
وتقع القرية في شرق منطقة المدينة المنورة وهي نقطة التقاء مع منطقة الرياض و منطقة القصيم ويمر بها طريق زراعي يربط محافظه عفيف .بالمدينة المنورة.